# 南方科技大學

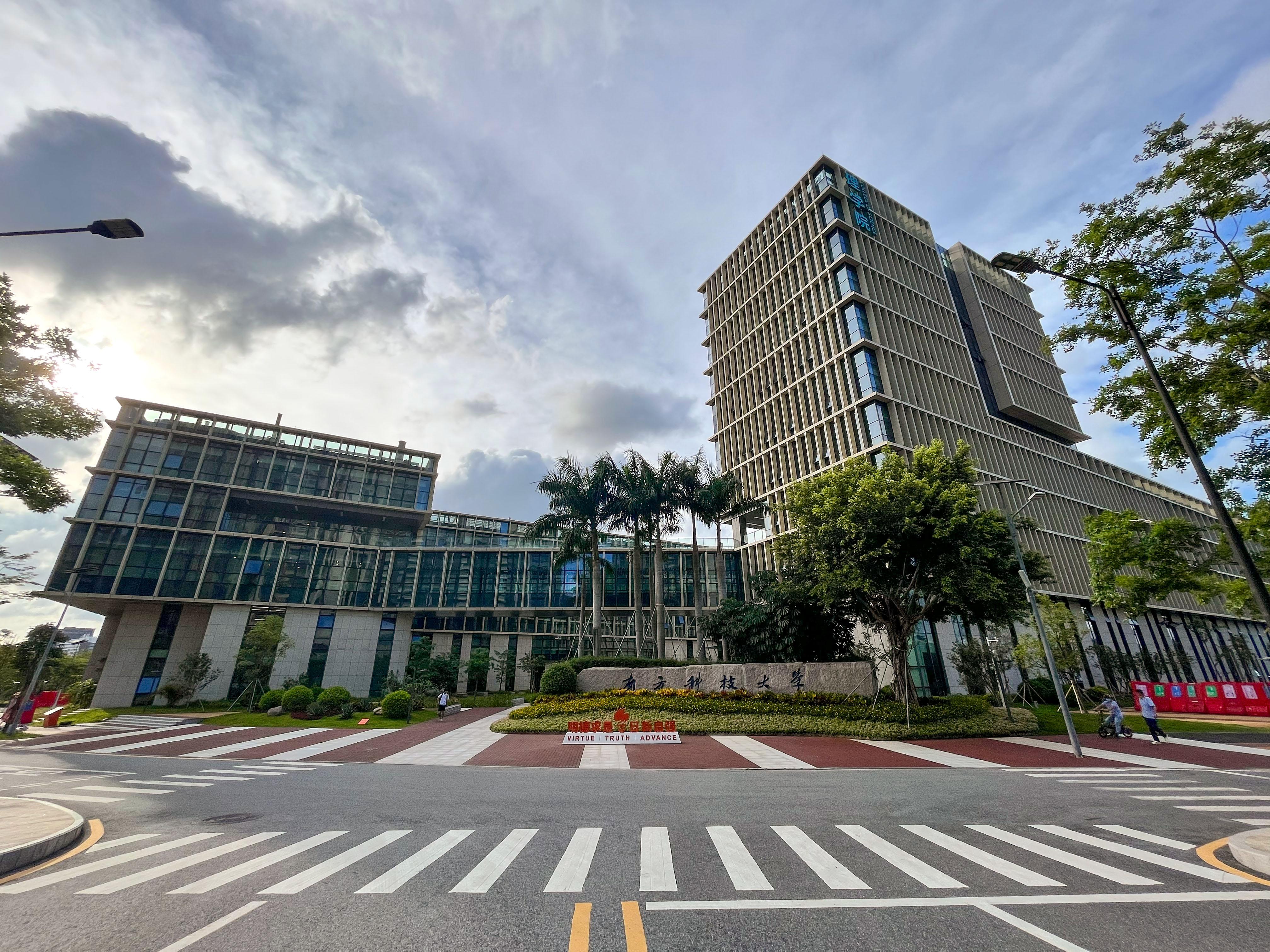
南方科技大学理学院与正门，2022年5月

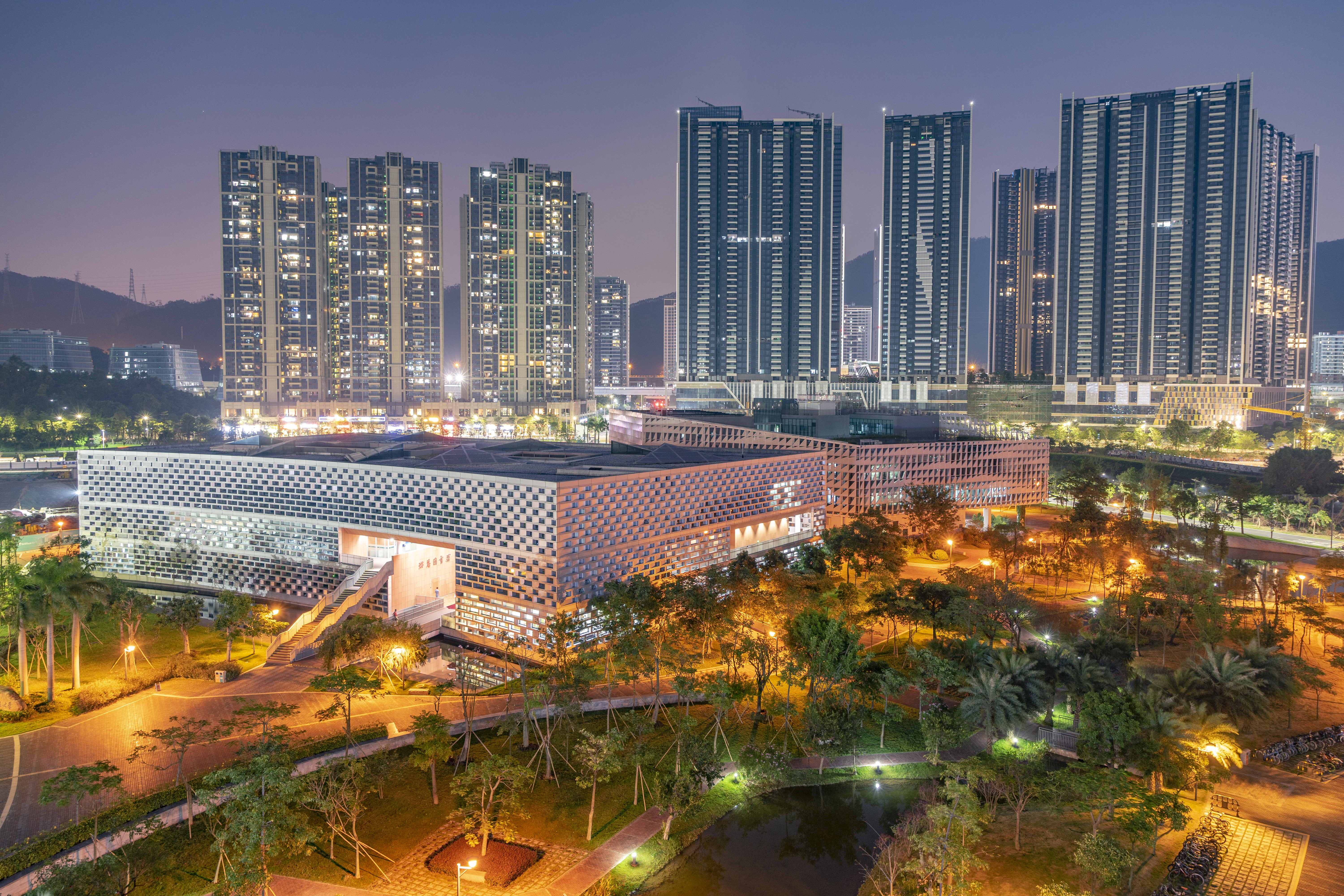
南科大一期校园的夜晚，2018年10月

南方科技大学（英語：Southern University of Science and Technology），简称南科大，是一所位於中国广东省深圳市的全日制公办新型研究型大学。学校筹建于2010年，正式建校于2012年，被确定为国家高等教育综合改革试验校，致力于成为世界一流研究型大学，是国家“双一流”高校，現時13所廣東省高水平大學之一。其创校之初目的在于提升地区科技水平，探索中国教育改革的道路，创建具有中国特色的现代大学制度，培养创新型人才，适配特区经济发展。南方科技大学是当代中国大陆第一所自授文凭（仅第一年招生）的大学，同时也是大陆地区最早探索将大学章程写入法律的高等院校（類似香港法定大學的做法）。

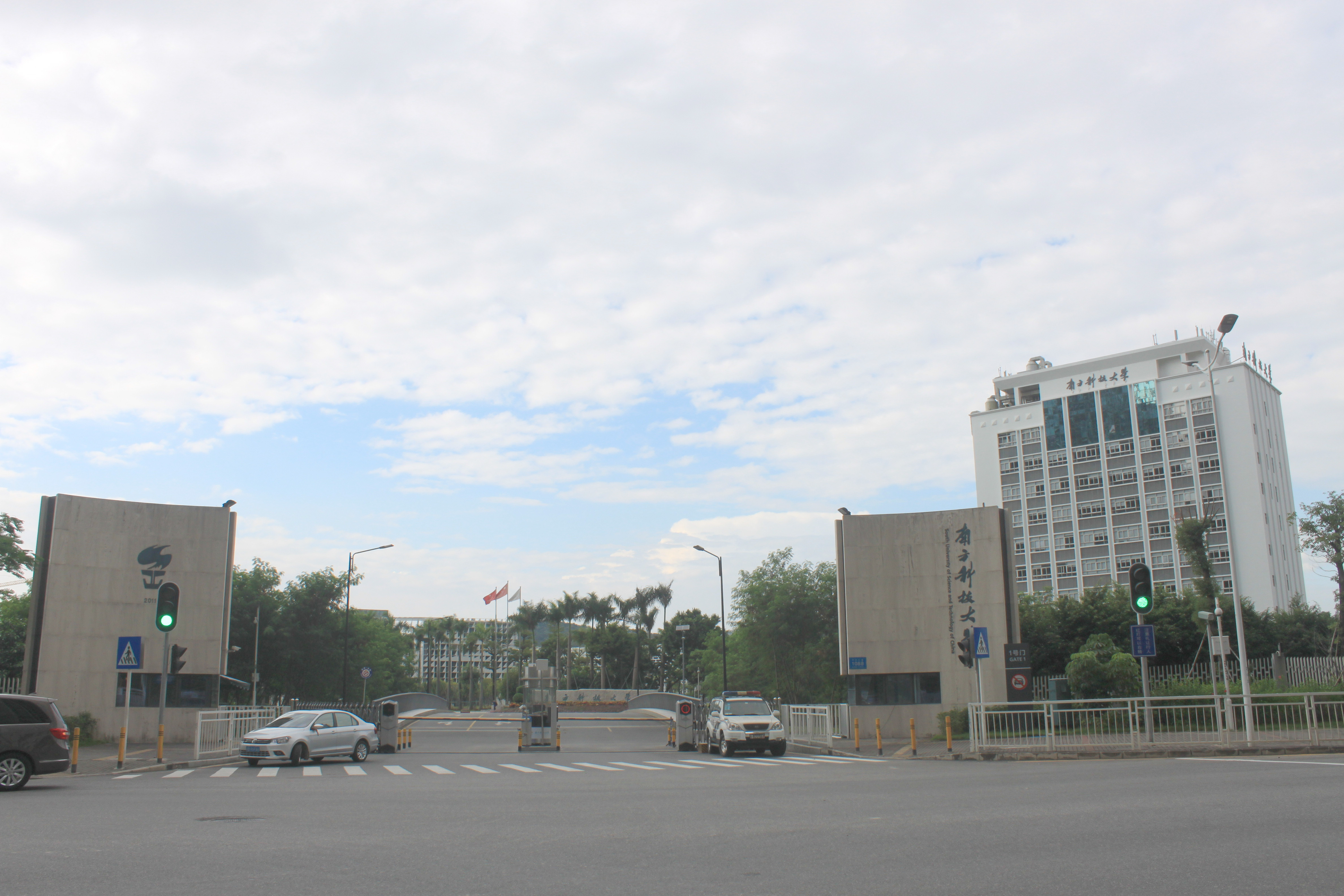
南方科技大学1号门（村委楼未被拆毁前）

 南方科技大學同时是繼深圳大學後第二所深圳市属本科高校。

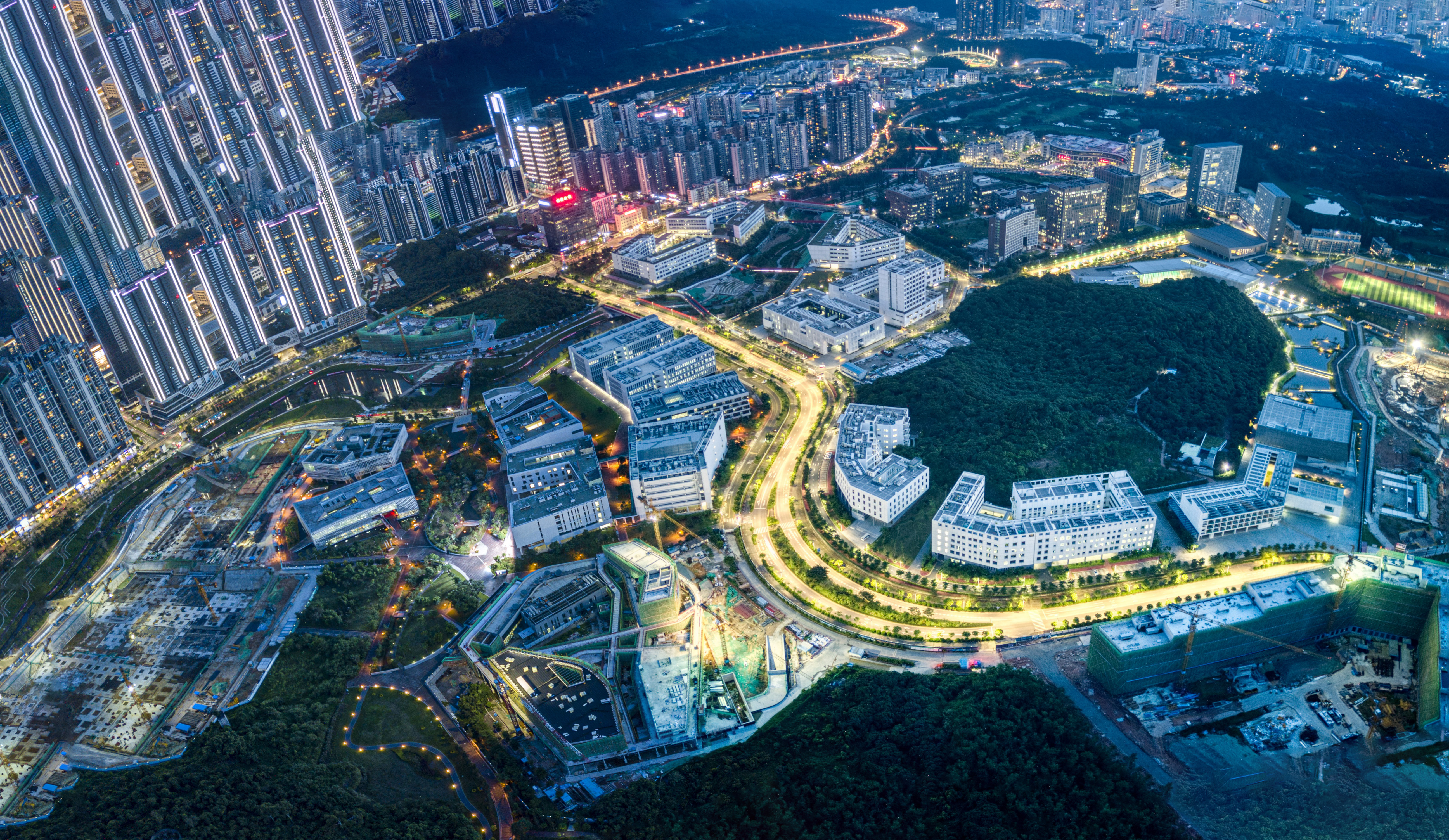
大学城东区夜景，南科大的创始校区在左下方

## 历史沿革

### 2007年—2012年
2007年，深圳市政府决定开始籌建南方科技大學，同时设立南方科技大学筹建工作办公室，聘请包括香港科技大学教授在内的6人作为工作人员。
2008年，南科大籌建工作辦公室與深圳市建筑工务署合辦南科大校園設計競賽，其中香港著名建築師嚴迅奇亦有提交設計方案。
2009年，深圳市政府聘任中国科学院院士朱清时教授为南方科技大学首任校长，任期5年。同时朱清时计划参照香港科技大学及加州理工学院的办学和发展模式规划南科大。同年，南开大学深圳金融工程学院因南开大学与深圳市政府理念不合而终止合作并撤销，校址和2006年投用的校舍移交给南方科技大学筹备办公室，作为南方科技大学启动校区。
2010年，12月，中华人民共和国教育部正式批准南方科技大學筹建。同时，南方科技大学在没有获得教育部招生许可的情况下宣布将避开高考进行真正意义上的自主招生和自授文凭。通过这种方式招收第一届，即同时被称为‘教改实验班’的学生的过程被视为南科大对跳出中国当时亟需改革的教育制度的重大探索，引起了国际社会的高度关注。在教改实验班入学后，教育部向广东省人民政府发文批准筹建南科大，同时允许其试办本科教育。
2011年，5月，深圳市政府通过《南方科技大学暂行管理办法》；6月，来自香港科技大学的筹建团队退出南方科技大学，引发了对大学前途的担忧；随后，一名学生退学并在网上发表声明，引起公众对学校管理制度的热议，被誉为神童的南科大学生苏刘溢亦于同一时期退学；9月，致仁书院举行揭牌仪式，南方科技大学第一个书院成立。
2012年，4月，中华人民共和国教育部同意建立南方科技大学，南科大就此获得教育部的承认，并颁发由教育部认可的文凭。

### 2012年至今
2013年，南科大新校区建设完毕，南科大整体迁入新校区，启动校区移交至深圳大学，用于建设深圳大学总医院。
2014年，1月，原深圳市公安局局长李铭被任命为南方科技大学党委书记，朱清时不再担任这一职务，一度引发南科大“去行政化”改革失败的议论；9月，朱清时教授工作年限已满，卸任校长职位。
2015年，1月，南科大教改实验班符合毕业条件的28名学生毕业，获得了由南科大自行授予的学位；中国科学院院士、原北京大学副校长陈十一教授就任南科大第二任校长，调整发展规划，计划参照斯坦福大学发展，同时进行院系调整，筹建理学院、工学院、生命与健康学院、经管与人文学院；3月，理事会召开会议，聘陈十一教授为校长，审议《南方科技大学章程》，拟更改学校的英文简称为SUSTech（原名为SUSTC），在学生家长中引发热议；5月，《南方科技大学章程》在理事会获得原则性通过；9月，致诚书院与树德书院成立。
2016年，6月，南科大第一届有教育部合法学历的本科生毕业；原深圳市教育局局长郭雨蓉任南方科技大学党委书记；9月，致新书院与树礼书院成立。
2017年，8月，南科大入选2017年新增研究生推免高校名单；10月，南科大成立国际咨询顾问委员会；11月，南科大副校长汤涛教授当选中国科学院院士，成为深圳本土培养的首位中国科学院院士；12月，南山区人民政府与南科大合作建设大学附属医院。
2018年，3月，南科大入选博士学位及硕士学位授权单位；7月，南科大的化学、材料科学两个学科首次进入ESI全球前1%；10月，深圳市人民医院、深圳市第三人民医院成为南科大直属附属医院；11月，整体进入广东省高水平大学重点建设高校行列，6门学科进入重点建设学科行列。
2019年，10月，南科大获批数学、物理学、生物学、力学等4个博士后科研流动站。
2020年，2月，深圳创新创意设计学院筹建办公室成立，南科大负责筹建深圳创新创意设计学院；11月，中国科学院院士、原清华大学副校长薛其坤教授就任南科大第三任校长；12月，南科大举行建校十周年庆祝大会；深圳国家应用数学中心正式揭牌。
2021年，7月，原南方科技大学党委副书记、纪委书记李凤亮教授升任南方科技大学党委书记；9月，南方科技大学正式公布校训，校训为：明德求是，日新自强（Virtue, Truth, Advance）；10月，深圳市委市政府明确深圳海洋大学由南方科技大学牵头筹建；11月，教育部获批设立南方科技大学伦敦国王学院医学院。
2022年，2月，南方科技大学及数学学科入选“双一流”建设高校及建设学科名单。
2023年，6月，原汕头大学党委书记姜虹教授转任南方科技大学党委书记；9月，入选第二批国家卓越工程师学院建设高校。
2024年，8月，入选第二批“国优计划”试点高校。
2025年，6月，首次在普通本科批次招生。

## 组织架构

### 机构设置
依据南方科技大学暂行管理办法，南科大在建立时设有理事会、校务委员会和学术委员会。2013年，根据中华人民共和国高等教育法设立党委会。南科大还设有管理部门协调工作，其下设有党政办公室、纪检监察室、组织统战部、宣传与公共关系部、学生工作部（团委）、校工会、档案校史馆等党委工作单位，以及教学工作部、研究生院（研究生工作部）、招生办公室、教务长办公室、科研部、审计室、规划发展部（法务室）、人力资源部、国际合作部、国内合作与重大项目办公室、联络发展部、财务部、采购与招标管理部、总务与空间办公室、校园服务办公室、设施设备维护办公室、校园规划建设委员会办公室、基建办公室、安全、健康与环境办公室、网络信息中心、附属医院建设办公室、图书馆、文博中心等行政工作单位。

### 现任领导
| 现任行政领导                                               | 现任行政领导 |
| ---------------------------------------------------------- | ------------ |
| 校长                                                       | 薛其坤院士   |
| 副校长兼教务长                                             | 方红卫教授   |
| 副校长、商学院代理院长、南方科技金融研究院院长、校友会会长 | 金李教授     |
| 代理副校长                                                 | 贾金锋院士   |
| 代理副校长                                                 | 韩晓东教授   |

| 现任党委领导                                   | 现任党委领导 |
| ---------------------------------------------- | ------------ |
| 党委书记                                       | 姜虹教授     |
| 党委副书记、校长                               | 薛其坤院士   |
| 党委副书记、工会主席、机关党委书记             | 张凌博士     |
| 党委副书记、纪委书记、监察专员、廉洁研究院院长 | 姚文胜教授   |
| 党委常委、副校长兼教务长                       | 方红卫教授   |

### 历任领导

#### 历任校长
| 姓名             | 任期                         |
| ---------------- | ---------------------------- |
| 朱清时           | 2009年9月10日-2014年9月10日  |
| 李铭（代理校长） | 2014年9月11日-2015年1月21日  |
| 陈十一           | 2015年1月21日-2020年11月19日 |
| 薛其坤           | 2020年11月19日-今            |

#### 历任党委书记
| 姓名   | 任期                        |
| ------ | --------------------------- |
| 朱清时 | 2011年7月18日-2014年1月21日 |
| 李铭   | 2014年1月21日-2016年6月28日 |
| 郭雨蓉 | 2016年6月28日-2021年7月17日 |
| 李凤亮 | 2021年7月17日-2023年6月27日 |
| 姜虹   | 2023年6月30日-              |

## 学校标志

### 校徽及校名
校徽的核心部分是一把火炬。火炬实际上是由南方科大的英语字头组成的，就是两个S，一个S是South（南方），一个S是Science（科學），火炬的U就是University（大學），有一个T就是Technology（技術），象征南方科技大学的使命：为高等教育改革探索出一条新路。校徽背景为渐变的天青色，映衬火炬的照亮效果；此处的天青背景取自汝窑瓷釉，是中国传统审美文化崇尚的色彩。
南科大的校名题写有两个版本。最初的版本为著名物理学家、诺贝尔奖获得者李政道教授所题写。但现今广泛使用的并不是由李政道题写的版本，而是由著名书法家刘正成所题写的版本。
南科大的校名英文缩写原为「SUSTC」，后改为「SUSTech」，但之前学生仍更倾向于「SUSTC」。新英文名缩写因其字首SUST与英语单词sustainability一致，所以被认为是符合可持续发展的理念的。
南科大致仁书院的院名取自“格物致知，格心致仁”，致仁书院的院名为朱清时题写。

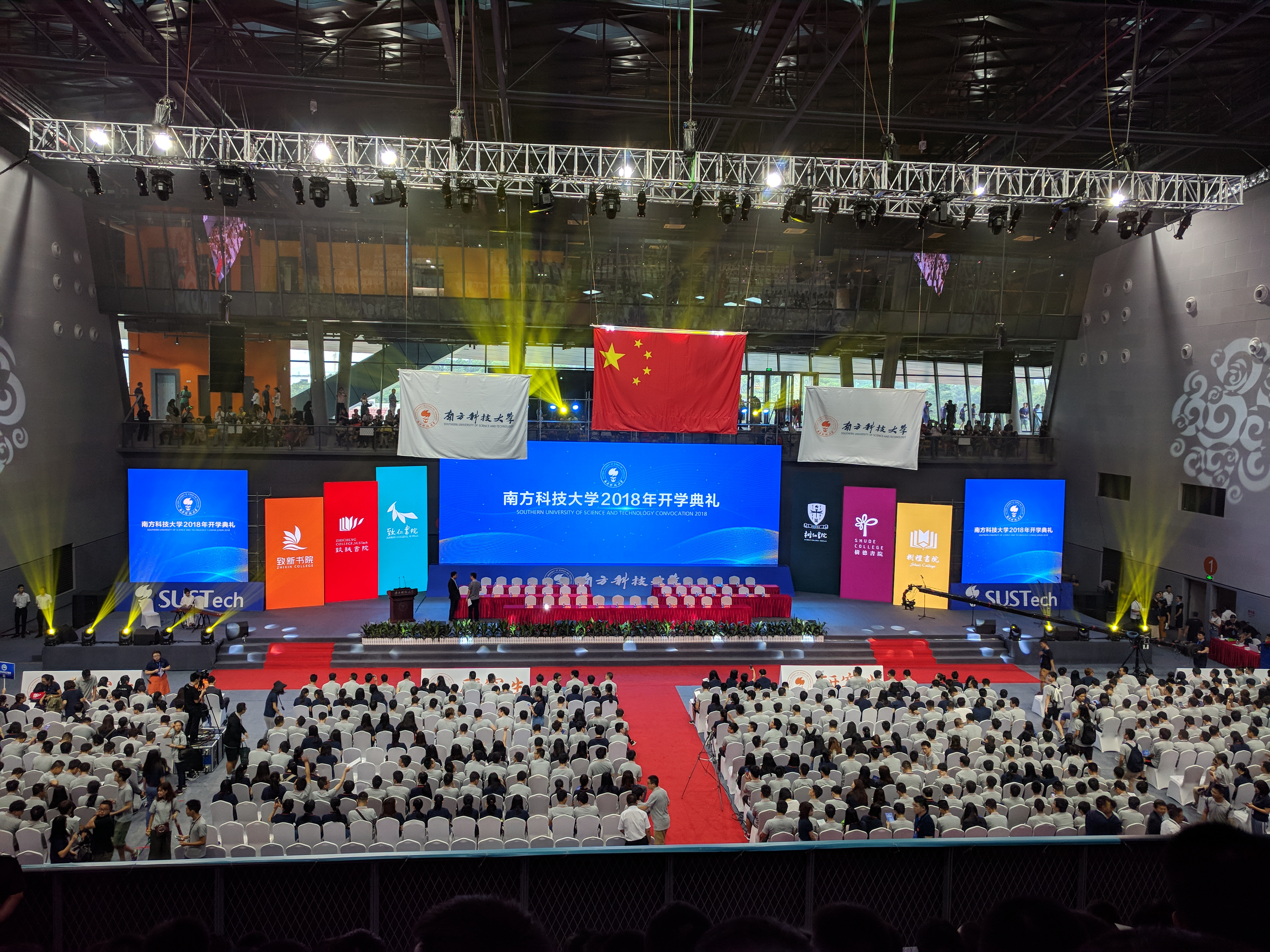
2018年开学典礼

### 校训
南方科技大学的校训为“明德求是，日新自强”（Virtue, Truth, Advance）。“敢闯敢试、求真务实、改革创新、追求卓越”为其创校精神，“创知、创新、创业”（Research, Innovation and Entrepreneurship）为其办学特色。
其下致仁书院有院训“格物致知，格心致仁”，树仁书院有院训“居高怀仁 止于至善”，致新书院有院训“慎思笃行，推陈出新”，树礼书院有院训“修身  博识  慎思  致远”，树德书院有院训“芝兰玉树，立德弘毅”。

## 教学与研究

### 院系专业
南科大借鉴世界一流理工科大学的学科设置和办学模式，以理、工、医为主，兼具商科和特色人文社会学科，在本科、硕士、博士层次办学。截至2022年12月，南方科技大学设置8个二级学院，下设33个系（院）、中心，此外，设有思想政治教育与研究中心、体育中心等2个独立教学单位；开设37个本科专业。
2018年，南科大入选博士学位授权单位及硕士学位授权单位，目前有数学、物理学、生物学、力学、化学、地球物理学、材料科学与工程等7个一级学科博士学位授权点，化学、材料科学、工程学、临床医学、环境科学与生态学、物理学、免疫学、地球科学、计算机科学等9个学科进入ESI全球前1%。

### 师资与学术

#### 师资
截至2024年1月，南方科技大学已签约引进教师约1400人，包括院士61人（签约引进与自主培养全职院士50人），国际会士73人，“国家自然科学基金杰出青年基金”获得者57人、“国家自然科学基金优秀青年基金”获得者39人。教学科研系列教师90%以上具有海外工作经验，60%以上具有在世界排名前100名大学工作或学习的经历，高层次人才占教研系列50%以上。

#### 科研平台
2022年10月，南方科技大学获批建设各级各类科研平台82个（自然科学类77个，人文社科类5个），包括2个国家级科研平台、27个省部级科研平台、53个市级科研平台。在建科研机构13个，其中格拉布斯研究院、杰曼诺夫数学中心、斯发基斯可信自主系统研究院为深圳市批复建设的诺贝尔奖科学家实验室，量子科学与工程研究院为深圳市批复建设的十大基础研究机构。

### 排名声誉
| 大学排行榜                      | 发布年份 | 排行榜总排名 | 中国排名 | 其他 |
| ------------------------------- | -------- | ------------ | -------- | ---- |
| 泰晤士高等教育世界大学排名 2025 | 2024     | 183          | 13       |      |
| QS世界大学排名 2026             | 2025     | 343          | 20       |      |
| 上海软科世界大学学术排名 2024   | 2024     | 101－150     | 14-22    |      |
| US News世界大学排名 2025-2026   | 2025     | 123          | 13       |      |
| CWUR世界大学排名 2024           | 2024     | 361          | 47       |      |
| 上海软科中国大学排名 2024       | 2024     | 34           | 34       |      |

### 教学改革

#### 书院制度
南方科技大学为了达到通识和全人教育的目标，参照香港及英国的舍堂和书院制度，设立了书院来对学生进行管理。各书院有自己的名字、文化、传统、活动和非正式的教育课程、辅导咨询、兴趣社团。学生入学后，书院将为每位学生分配一位导师，该导师为南科大全职教授，为学生的大学学习、生活提供咨询意见。书院实行院长负责制，每个书院邀请知名教授担任院长，下设书院办公室负责日常事务。目前已建设有致仁书院、树仁书院、致诚书院、树德书院、致新书院、树礼书院等六个书院。

#### 双语教学
南方科技大学为了与国际一流大学接轨，在专业教学过程中采用英文原版教材，教学语言为中英双语或全英文。学校成立语言中心，新生入学即进行分级英语培训，为适应英文教学做准备。

#### 本科生科研计划
作为南科大教学改革的一部分，其本科生将有机会参与教授的研究项目以提升研究兴趣与研究能力，期限不定。目前主要以“大学生创新训练计划（SITP）管理实施办法（暂行）”为主要管理条例，同时兼以院系开展的创新训练类课程作为补充。

#### “通识+专业教育”培养模式
南方科技大学实施“通识+专业教育”（即“1+3”“2+2”）的本科生培养模式。本科生招生时按大类录取，新生入学不分专业，强化通识教育，打好学科基础。学生在大一下学期（最晚在大二下学期）根据自身兴趣和特长自由选择专业，在“宽口径、厚基础”之上，优化专业教育，注重学科交叉。

## 校园
南方科技大学旧校区（启动校区）位于原南开大学深圳金融工程学院校址，由创校之初一直使用至2013年。其新校区选址于深圳市南山區桃源街道福光村，福光村则整村搬迁至崇文花园。
南方科技大学深港微电子学院拟选址在大学城白石岭片区；半导体学院拟选址龙岗区平湖街道猪猡皮水库片区；医学院项目于2023年3月开工建设，计划2026年投入使用，位于校内东侧，用地面积6.36万平方米，建筑面积16.4万平方米。
由南科大筹建的深圳创新创意设计学院位于宝安区宝达石场片区，由南科大筹建的深圳海洋大学拟选址大鹏新区坝光片区。
目前，南方科技大学已对公众人士开放，但需要扫描“参观南科大”微信小程序进行预约。

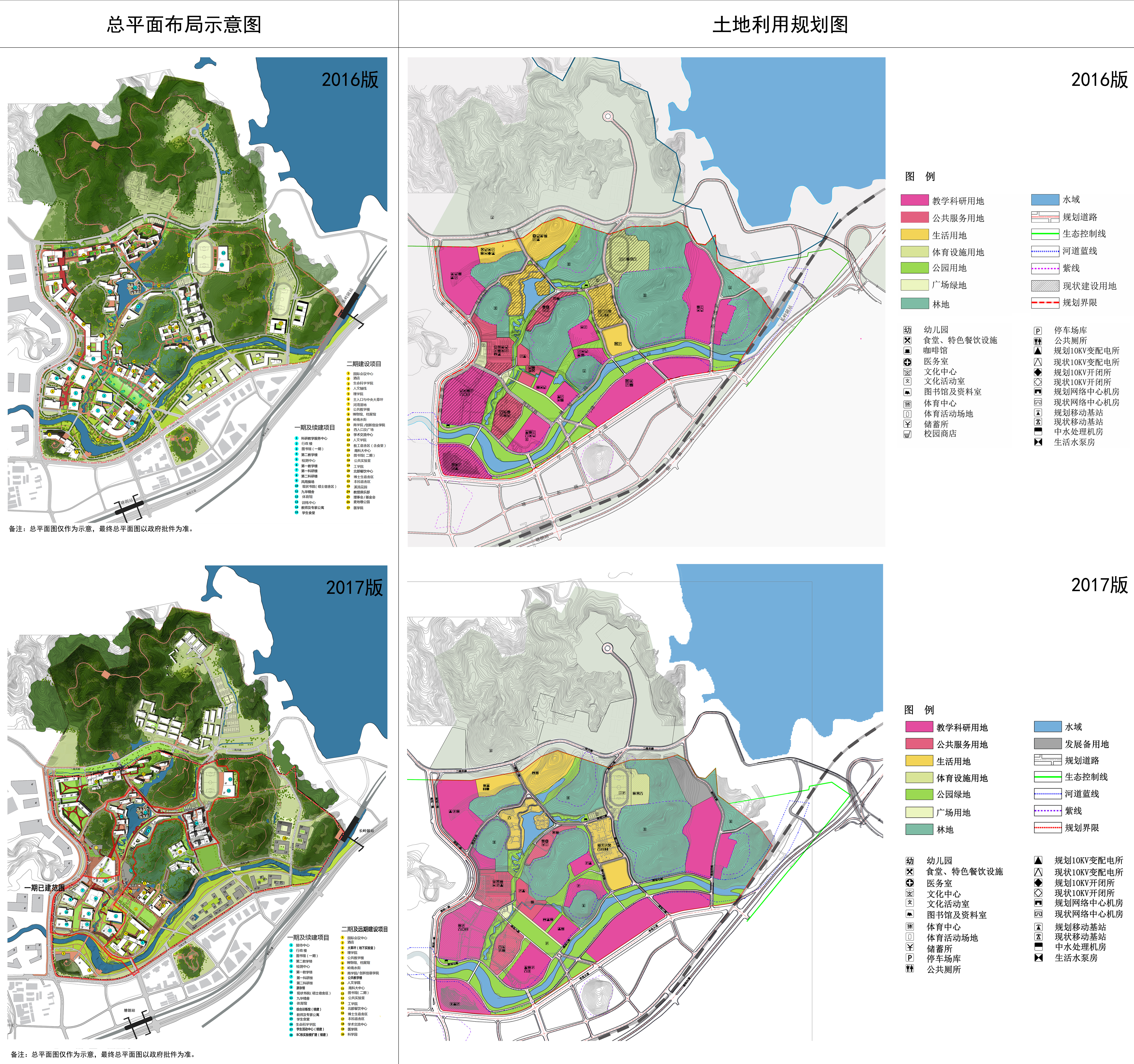
南方科技大学目前的校园规划（以下方的2017版方案为准）

### 教学与研究设施
南方科技大学建有三栋教学大楼、四栋研究大楼，多栋分散在各区域的实验与办公楼，一个国际会议中心以及检测中心。大部分教学设施及教学实验室都位于第一教学楼与荔园。

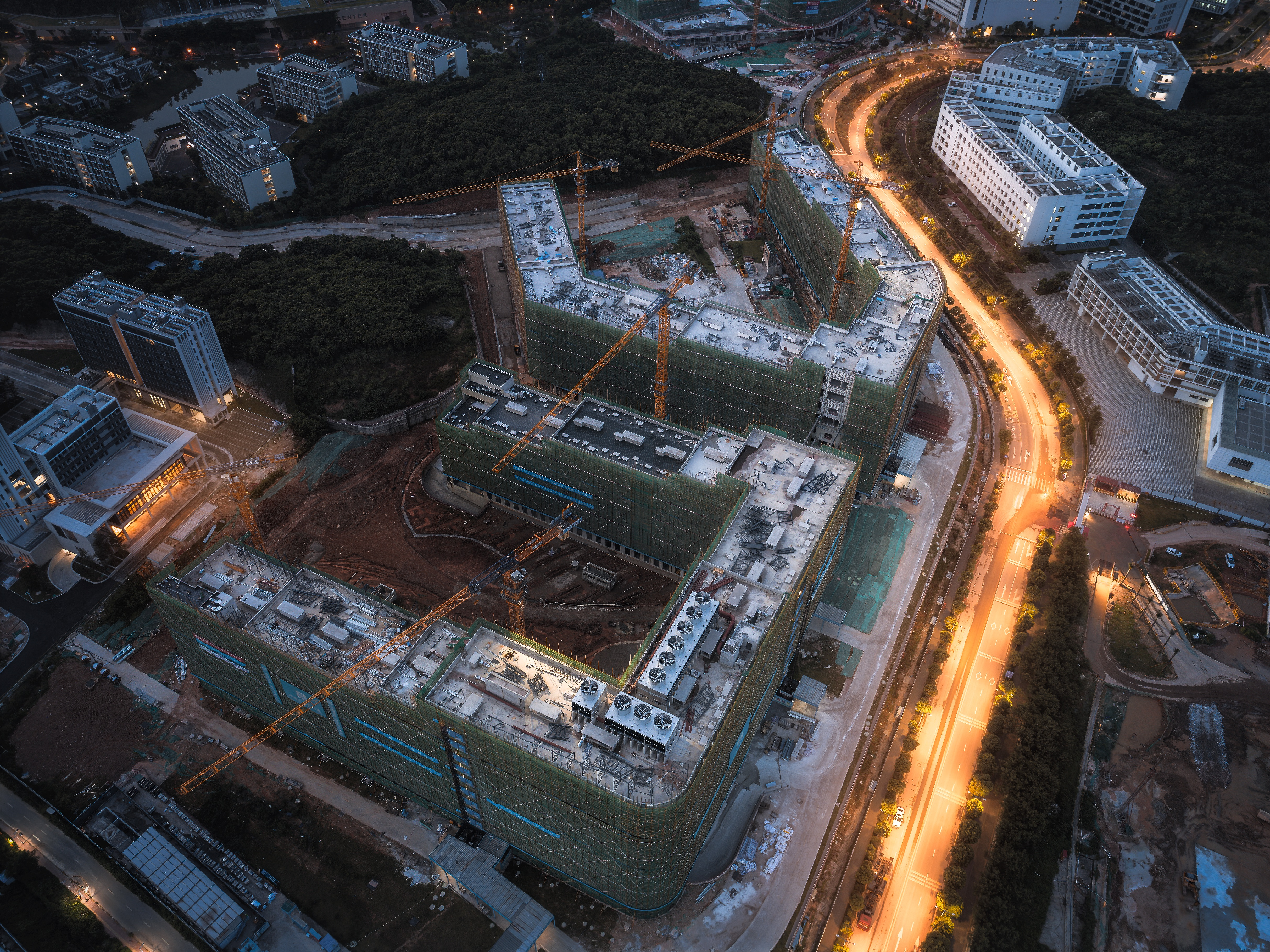
正在建设中的工学院大楼

### 图书馆
南方科技大学琳恩图书馆位于行政楼旁，有天桥与之连接，高三层，建筑面积10,000平方米，设有1,100个座位供学生及教员使用，目前仅面向校内人士开放。截止2019年6月，中外文纸质图书总量达到24万余册（中文18万余册，外文6万册）、中文报刊69种、外文报刊32种。各类中外文数据库123个，包含电子图书近55万余种、电子期刊近7万种。开放时间为周一至周日8:00-22:00。
于2017年启动建设的一丹图书馆和涵泳图书馆也已于2020年12月开幕。

### 体育设施
南方科技大学有有丰富的体育设施供学生及教员免费使用。
- 室内设施：一个体育中心（风雨操场），内有搏击馆和排球馆。一个体育馆（润扬体育馆），内有羽毛球馆和健身房。其他地方亦有乒乓球场地（半室内）、健身房、舞蹈室、台球室。风雨操场

风雨操场

- 室外设施：一个标准人造草坪足球场，400米橡胶跑道、看台、真人CS场地及其他田径设施。还有一个50米标准游泳池和多个室外篮球场、排球场及网球场。

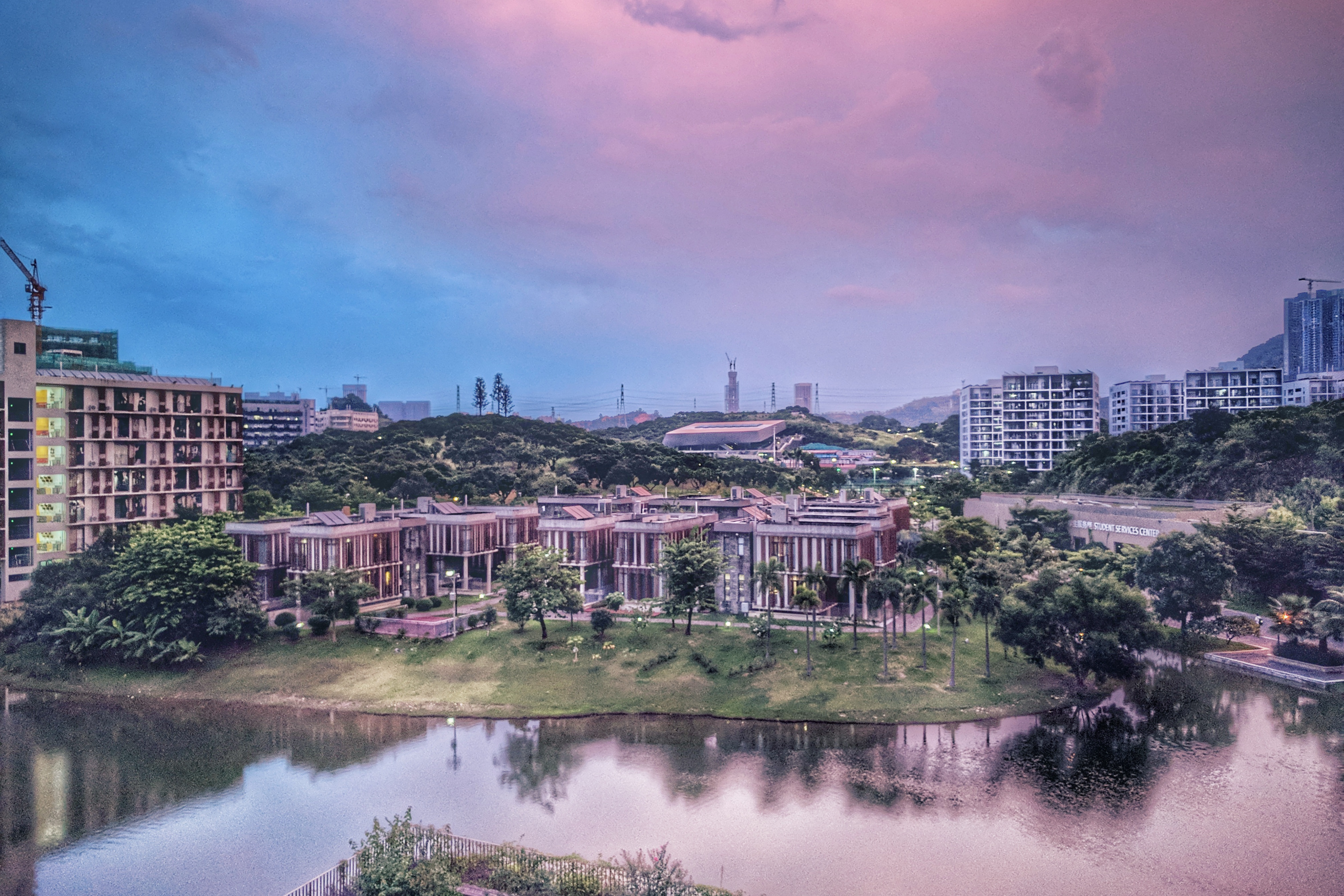
晚霞中的湖畔公寓

### 宿舍
南科大现设有十余栋学生宿舍，主要集中在湖畔公寓、荔园、欣园和二期宿舍区域四个区域，其中大部分为4人间，另有部分2人间和3人间，由书院、研究生院和公寓自我管理委员会（各书院学生会）进行管理。二期建设中的本科生永久公寓已于2019年8月完工，在校生将逐年迁入二期宿舍区域居住。

### 校园巴士

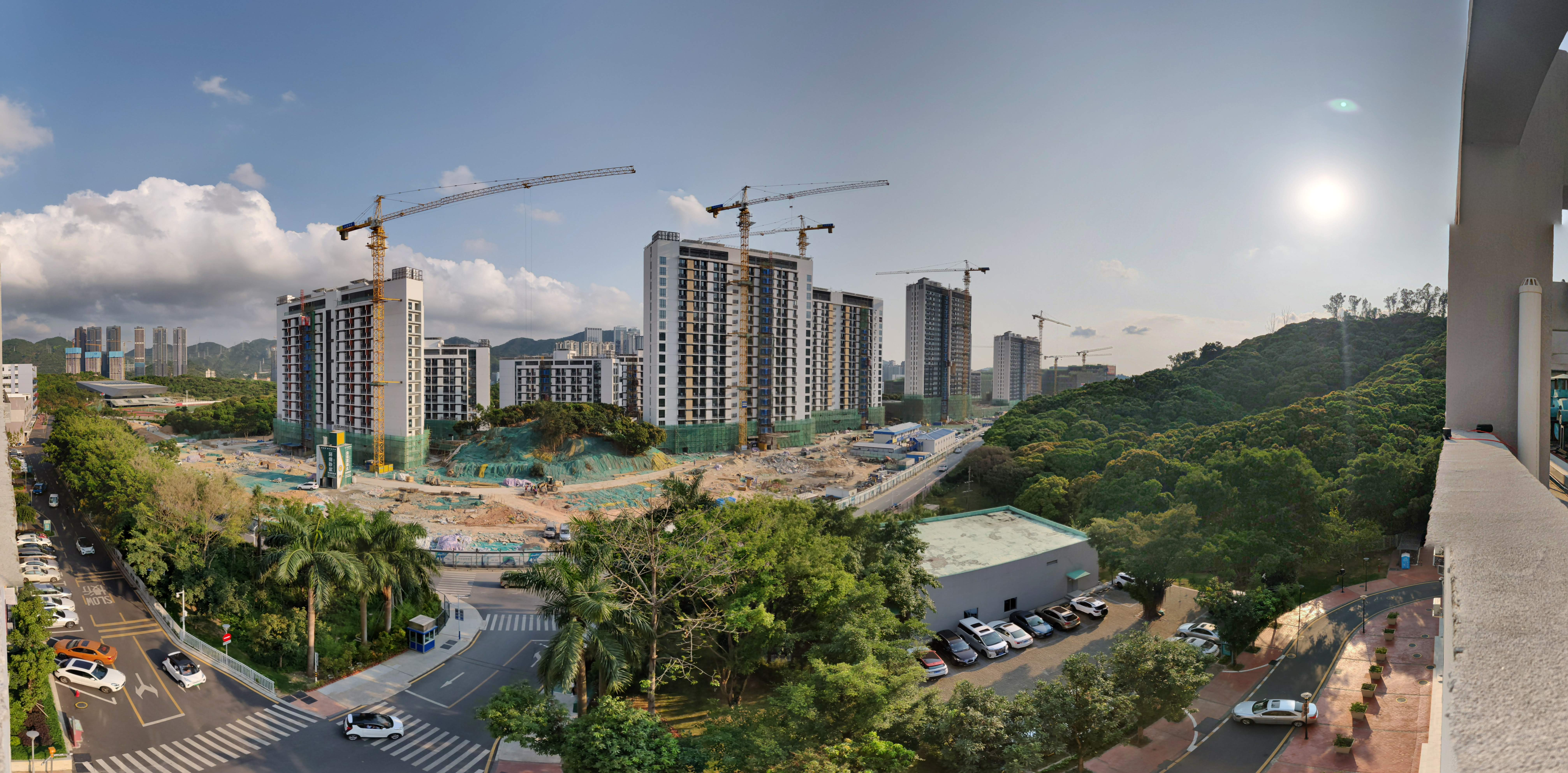
南方科技大学的二期宿舍区域全景

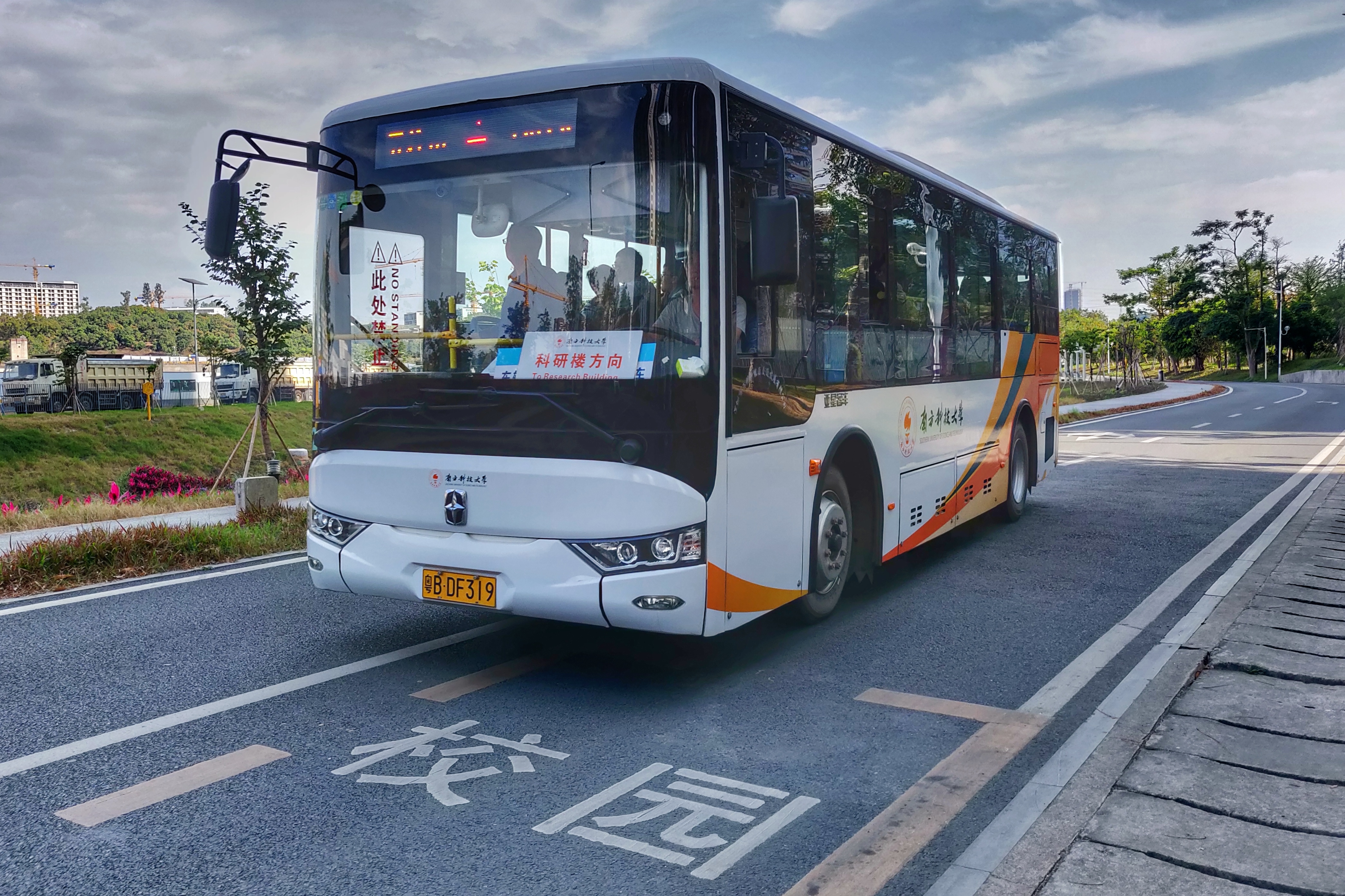
南方科技大学校园巴士曾由前海行公司运营

南方科技大学为师生及职员提供从工学院至欣园的免费穿梭巴士服务，由深圳巴士集团运营。
- 校园日间景色
- 理学院
- 科研楼与教学楼
- 第三教学楼
- 南科大中心
- 工学院
- 办公楼（第二行政楼）
- 湖畔宿舍与二期宿舍
- 教室公寓与专家公寓

## 附属机构

### 附属医院
截至2025年5月，南方科技大学医学院现有附属医院如下：南方科技大学附属医院（在建）、南方科技大学第一附属医院（深圳市人民医院）、南方科技大学第二附属医院（深圳市第三人民医院）、南方科技大学口腔医院（筹）、南方科技大学附属肿瘤医院（中国医学科学院肿瘤医院深圳医院）、南方科技大学附属阜外深圳医院（中国医学科学院阜外医院深圳医院）、南方科技大学附属妇女儿童医院（广东省妇幼保健院）、南方科技大学附属佛山医院（佛山市第一人民医院）、南方科技大学附属龙华医院（深圳市龙华区人民医院）、南方科技大学附属精神卫生中心（深圳市康宁医院）。

### 附属学校
南方科技大学附属教育集团由南方科技大学附属教育集团（南山）、南方科技大学附属中学组成。2017年6月，南方科技大学与深圳市南山区人民政府合作建设的附属教育集团（南山）成立。2020年9月，南方科技大学附属中学正式开学。
截至2024年6月，南方科技大学附属教育集团共有13所学校（包含筹办中的学校），具体如下：
| 牵头机构                         | 学校                 | 类型           | 成立（加入集团）时间         |
| -------------------------------- | -------------------- | -------------- | ---------------------------- |
| 南方科技大学附属教育集团（南山） | 第一实验小学         | 小学           | 2014年9月                    |
| 南方科技大学附属教育集团（南山） | 第二实验学校         | 九年一贯制学校 | 2015年8月                    |
| 南方科技大学附属教育集团（南山） | 附属坪山学校         | 九年一贯制学校 | 2022年9月                    |
| 南方科技大学附属教育集团（南山） | 附属实验学校         | 九年一贯制学校 | 2023年9月                    |
| 南方科技大学附属教育集团（南山） | 长源小学             | 小学           | 2023年9月                    |
| 南方科技大学附属教育集团（南山） | 幼儿园               | 幼儿园         | 2018年5月                    |
| 南方科技大学附属教育集团（南山） | 御景峰幼儿园         | 幼儿园         | 2020年1月                    |
| 南方科技大学附属教育集团（南山） | 附属龙岗学校（筹）   | 九年一贯制学校 | 预计2025年9月                |
| 南方科技大学附属中学             | 附属中学             | 高级中学       | 2020年9月                    |
| 南方科技大学附属中学             | 宝安学校             | 九年一贯制学校 | 2022年6月                    |
| 南方科技大学附属中学             | 附属光明学校（凤凰） | 九年一贯制学校 | 2022年7月                    |
| 南方科技大学附属中学             | 附属罗湖中学         | 初级中学       | 1986年成立 2024年6月加入集团 |

## 学生竞赛
- 2012年10月6日至7日，在由美国麻省理工学院（MIT）主办，香港科技大学（HKUST）承办的国际遗传工程机器设计竞赛（International Genetically Engineering Machine，简称）亚洲区比赛中，南科大教改实验班学生组成的两支参赛队获得一枚金牌和一枚银牌的佳绩[62]。
- 2013年11月4日凌晨，2013年iGEM全球总决赛在美国麻省理工学院（MIT）落下帷幕。南方科技大学iGEM软件代表队（SUSTC-Shenzhen-B）在全球总决赛上一举夺得软件组金牌[63]。

## 争议

### 基因编辑婴儿事件
2018年11月26日，在第二届人类基因组编辑峰会召开前一天，南方科技大学停薪留职的生物系副教授贺建奎宣布，基因编辑婴儿露露、娜娜于11月在中国健康诞生。这是首次正常的人类基因被修改，然而由于基因编辑婴儿是CCR5嵌合体，因此很大可能并不具备贺建奎所说的天生免疫艾滋病毒感染的功能。由於涉及修改人類胚胎基因，此事件備受國際爭議并受到国际主流生物学界的普遍谴责和抵制。

## 交通
深圳地铁
- █5号线：塘朗站 C出口 （1号门附近）
- █5号线：长岭陂站 A出口 （3号门附近）

深圳公交
| 南方科技大学①（1号门） | 南方科技大学①（1号门） | 南方科技大学①（1号门） | 南方科技大学①（1号门） | 南方科技大学①（1号门） |
| 编号                   | 路线                   | 路线                   | 路线                   | 备注                   |
| ---------------------- | ---------------------- | ---------------------- | ---------------------- | ---------------------- |
| 高峰专线55             | 华盛珑悦花园公交首末站 | ⇆                      | 科苑南公交总站         | 原 M554、高峰专线94    |

| 南方科技大学②（1号门） | 南方科技大学②（1号门）     | 南方科技大学②（1号门） | 南方科技大学②（1号门） | 南方科技大学②（1号门） |
| 编号                   | 路线                       | 路线                   | 路线                   | 备注                   |
| ---------------------- | -------------------------- | ---------------------- | ---------------------- | ---------------------- |
| 43                     | 红山六九七九公交首末站     | ⇆                      | 世界之窗地铁公交接驳站 |                        |
| 74                     | 民治股份商业中心公交首末站 | ⇆                      | 阳光科创公交总站       |                        |
| 81                     | 月亮湾公交综合车场         | ⇆                      | 民乐公交接驳站         |                        |
| 122                    | 已于2024年10月11日停办     | 已于2024年10月11日停办 | 已于2024年10月11日停办 | 已于2024年10月11日停办 |
| M170                   | 丽康总站                   | ↺                      | 南方科技大学           |                        |
| 高峰专线59             | 丽康总站                   | ⇆                      | 民田路公交总站         | 原 M459                |
| 高快巴士23             | 深理工明珠校区             | ⇆                      | 深理工西丽校区         | 节假日为定时班车       |

| 南山智园北（3号门） | 南山智园北（3号门）        | 南山智园北（3号门）    | 南山智园北（3号门）    | 南山智园北（3号门）    |
| 编号                | 路线                       | 路线                   | 路线                   | 备注                   |
| ------------------- | -------------------------- | ---------------------- | ---------------------- | ---------------------- |
| 43                  | 红山六九七九公交首末站     | ⇆                      | 世界之窗地铁公交接驳站 |                        |
| 74                  | 民治股份商业中心公交首末站 | ⇆                      | 阳光科创公交总站       |                        |
| 81                  | 月亮湾公交综合车场         | ⇆                      | 民乐公交接驳站         |                        |
| 122                 | 已于2024年10月11日停办     | 已于2024年10月11日停办 | 已于2024年10月11日停办 | 已于2024年10月11日停办 |
| 高峰专线59          | 丽康总站                   | ⇆                      | 民田路公交总站         | 原 M459                |
| 高峰专线55          | 华盛珑悦花园公交首末站     | ⇆                      | 科苑南公交总站         | 原 M554、高峰专线94    |

| 南科大中心（6号门） | 南科大中心（6号门） | 南科大中心（6号门） | 南科大中心（6号门） | 南科大中心（6号门） |
| 编号                | 路线                | 路线                | 路线                | 备注                |
| ------------------- | ------------------- | ------------------- | ------------------- | ------------------- |
| M170                | 丽康总站            | ↺                   | 南方科技大学        |                     |

| 南科大微电子（7号门） | 南科大微电子（7号门） | 南科大微电子（7号门） | 南科大微电子（7号门） | 南科大微电子（7号门） |
| 编号                  | 路线                  | 路线                  | 路线                  | 备注                  |
| --------------------- | --------------------- | --------------------- | --------------------- | --------------------- |
| M170                  | 丽康总站              | ↺                     | 南方科技大学          |                       |